# Asakusa

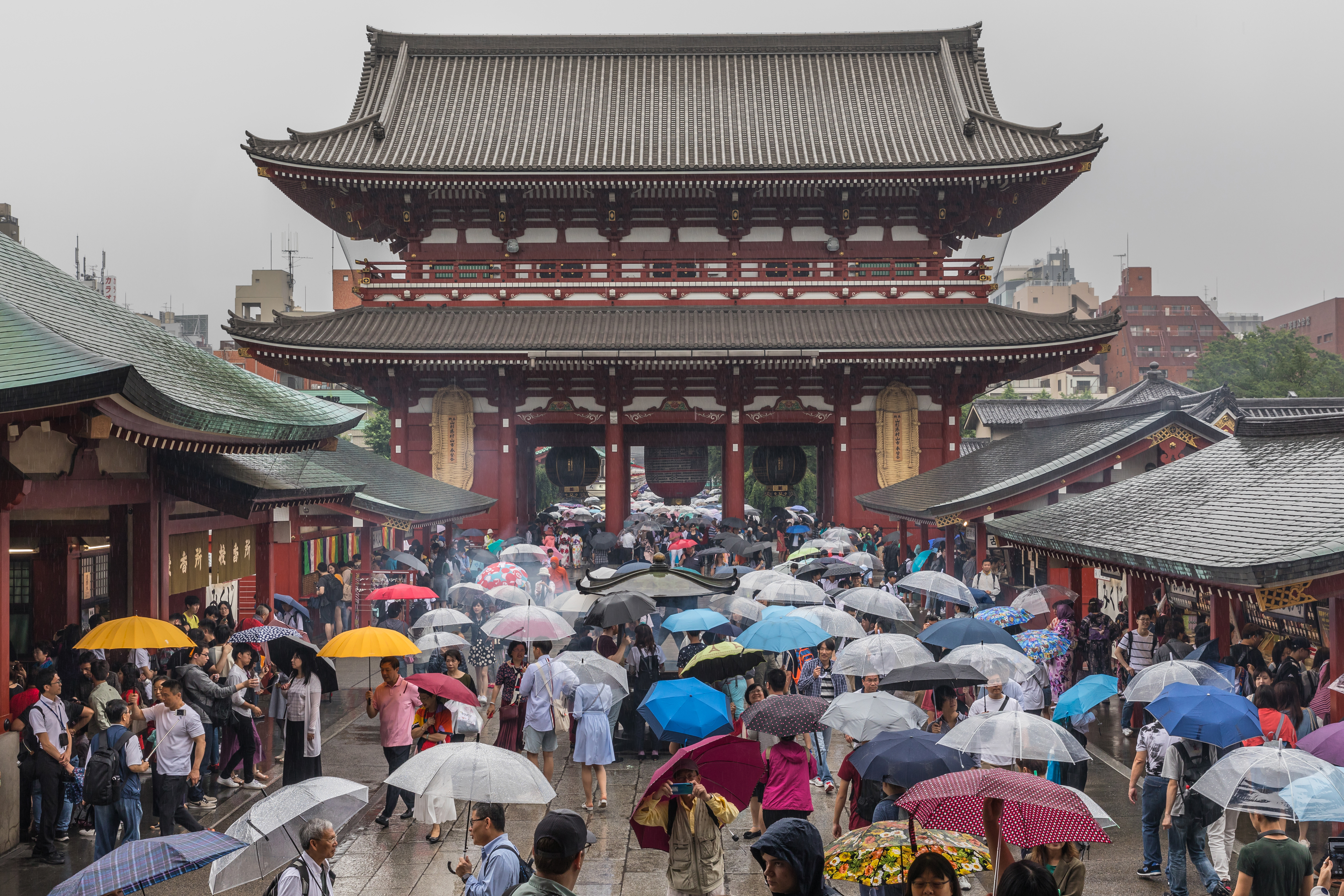
Eingangsbereich des Sensō-ji

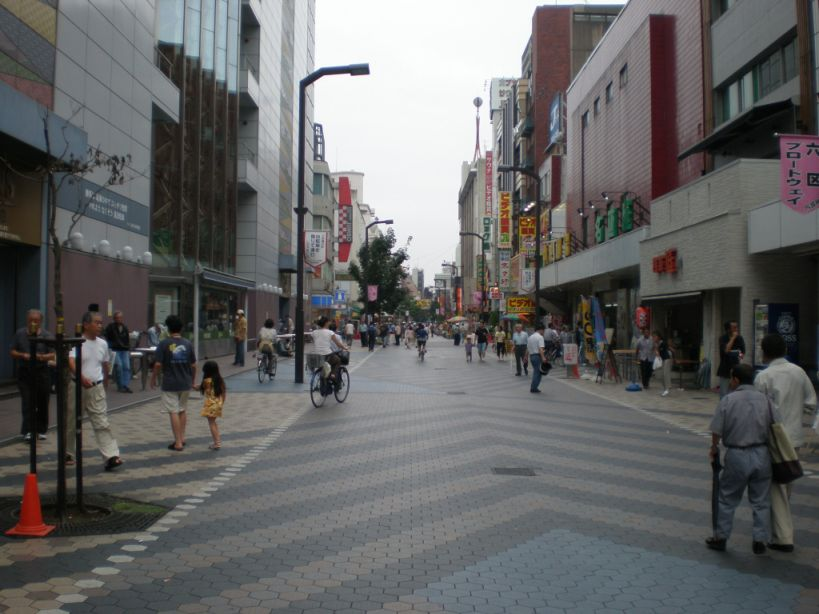
Rokku, Asakusas heutiges Unterhaltungsviertel

Asakusa (japanisch 浅草, ausgesprochen Aßak'sa, dt. flaches Gras) ist ein Stadtteil im Tokioter Stadtbezirk Taitō. Bekannt ist der Stadtteil für den Sensō-ji, den ältesten und bedeutendsten buddhistischen Tempel von Tokio, und den in unmittelbarer Nähe liegenden Asakusa-Schrein.
Asakusa liegt am östlichen Ende der Tōkyō Metro Ginza-Linie, etwa 1,8 km östlich des Ueno-Hauptbahnhofes.

## Geschichte
Über lange Zeit war Asakusa als Unterhaltungsbezirk bekannt, in dem sich Kabuki- und Rakugo-Theater ansiedelten. Nach der Meiji-Restauration fasste zunehmend auch die moderne Unterhaltungsindustrie Fuß und westliche Theater und Kinos entstanden. Die goldene Zeit Asakusas porträtierte Yasunari Kawabata in seiner Erzählung Die goldene Bande von Asakusa. Nach dem Zweiten Weltkrieg verlor Asakusa als Vergnügungsviertel jedoch an Popularität, da ihm andere Stadtbezirke wie Shinjuku zunehmend den Rang abliefen. Heute ist Asakusa neben dem Sensō-ji vor allem für die Einkaufspromenade Nakamise und das jährlich stattfindende Shinto-Fest Sanja Matsuri bekannt. Im Vergleich zu anderen Bezirken finden sich in Asakusa viele Gebäude der 50er und 60er-Jahre, darunter auch einige traditionelle Hotels (Ryokan).
Mit der Gründung der alten Präfektur Tokio (Tōkyō-fu) 1878 war Asakusa ein eigenständiger Stadtbezirk (ku) und gehörte 1889 mit der Gründung der Stadt Tokio zu dieser. 1947 verlor Asakusa seinen Status als Stadtbezirk und wurde mit Shitaya zum neuen Stadtbezirk Taitō zusammengelegt.

## Verkehr
- Zug: Bahnhof Asakusa
  - Tōbu Nikkō-Linie, nach Nikkō
  - Tōbu Isesaki-Linie, nach Isesaki
  - Tsukuba-Express, nach Akihabara oder Tsukuba
- U-Bahn: Bahnhof Asakusa
  - Tōkyō Metro: Ginza-Linie
  - Toei Asakusa-Linie

## Söhne und Töchter des Stadtteils
- Hokusai, Katsushika (hier gest. 1849), Maler, Holzschnittgrafiker
- Goi Masahisa (1916–1980), japanischer Philosoph und Friedenskämpfer
- Komiya Yasutaka (1925–2017), Färber und Kunsthandwerker